# Worms 3D
Worms 3D é um videojogo de estratégia baseado em turnos. Foi desenvolvido pela Team17 e publicado pela Sega. É o primeiro jogo da série que apresenta cenários em 3D. Mas, algumas armas são usadas um pouco diferente das versões anteriores. A versão MacOS do jogo foi lançada em abril de 2004.
Quando foi anunciado Worms 3D era chamado originalmente de Worms 3.

## Jogabilidade
A jogabilidade não mudou muito dos seus predecessores, com a exceção da visão tridimensional, que permite mais liberdade ao jogador, e mais possibilidades, para completar a tarefa em questão.
O objetivo das maiorias das partidas e eliminar as minhocas inimigas, enquanto o modo campanha dá ao jogador objetivos diferentes para proceder. A campanha consiste em 35 missões em que o jogador tem que utilizar sua equipe de minhocas para completar tarefas diferentes como, destruir as minhocas inimigas, recolher uma determinada caixa, e também missões únicas como detonar 16 minas escondidas em um determinado tempo.
Ao completar uma missão o jogador recebe prêmios dependendo de quão bem o jogador as realiza. Medalhas de ouro, por exemplo, desbloqueiam novos mapas, missões de desafio, informação sobre as armas, bancos de voz e modos de jogo.
Nas missões de desafio o jogador tera que usar uma arma ou utilidade para acertar/pegar todos os objetivos que somam ao tempo disponível que aumenta constantemente. Com desafios o jogador pode desbloquear prêmios como armas, modos de jogo, e mapas.
Na versão para PC conta com uma opção de jogar Online pelo serviço Gamespy, mas depois do encerramento do serviço não e mais possível jogar online. Ainda e possível jogar novamente usando programas como Hamachi, Tunngle e Gameranger, também e possível jogar novamente usando Openspy.

## Armas
Worms 3D no total tem 29 armas disponíveis, algumas armas são bloqueadas ou só podem ser coletadas pegando caixas, Worms 3D conta com novas armas exclusivas da série como a Bomba Pegajosa que não rebota e "cola" em minhocas inimigas, e também a utilidade Red Bull que dá ao jogador baixa gravidade, saúde e andar rápido uma referência ao slogan da marca.

### Novas armas e utilidades introduzidas na série
- Bomba Pegajosa
- Zarabatana (Blowpipe)
- Red Bull
- Ataque Medico
- Binoculos
- Mina terrestre gigante (Super Arma Secreta bem rara não pode ser desbloqueada)
- Bomba Venenosa (Gas Canister)
- Ataque De Loteria (Que e baseado no Ataque de Correios de Worms: Armageddon)

## Recepção
O jogo recebeu criticas geralmente boas. Um ponto negativo das maiorias dos críticos foi o sistema de câmera 3D, que em alguns lugares pode atrapalhar a vista do jogador.